# Brzyska
Brzyska (dawn. Brzyski) – wieś w Polsce, położona w województwie podkarpackim, w powiecie jasielskim, w gminie Brzyska; siedziba gminy Brzyska.
| SIMC    | Nazwa | Rodzaj    |
| ------- | ----- | --------- |
| 0346388 | Góry  | część wsi |

Wieś opactwa benedyktynów tynieckich w powiecie bieckim województwa krakowskiego w końcu XVI wieku. W latach 1975–1998 miejscowość administracyjnie należała do województwa krośnieńskiego.
Miejscowość jest siedzibą parafii pw. św. Marii Magdaleny, należącej do dekanatu Brzostek, diecezji rzeszowskiej.

## Zabytki
- Pałac szlachecki z XVII w.
- Kościół neogotycki z 1879, a w nim gotycka chrzcielnica z 1563 oraz kamienny ołtarz
- Kaplica grobowa rodziny Kotarskich

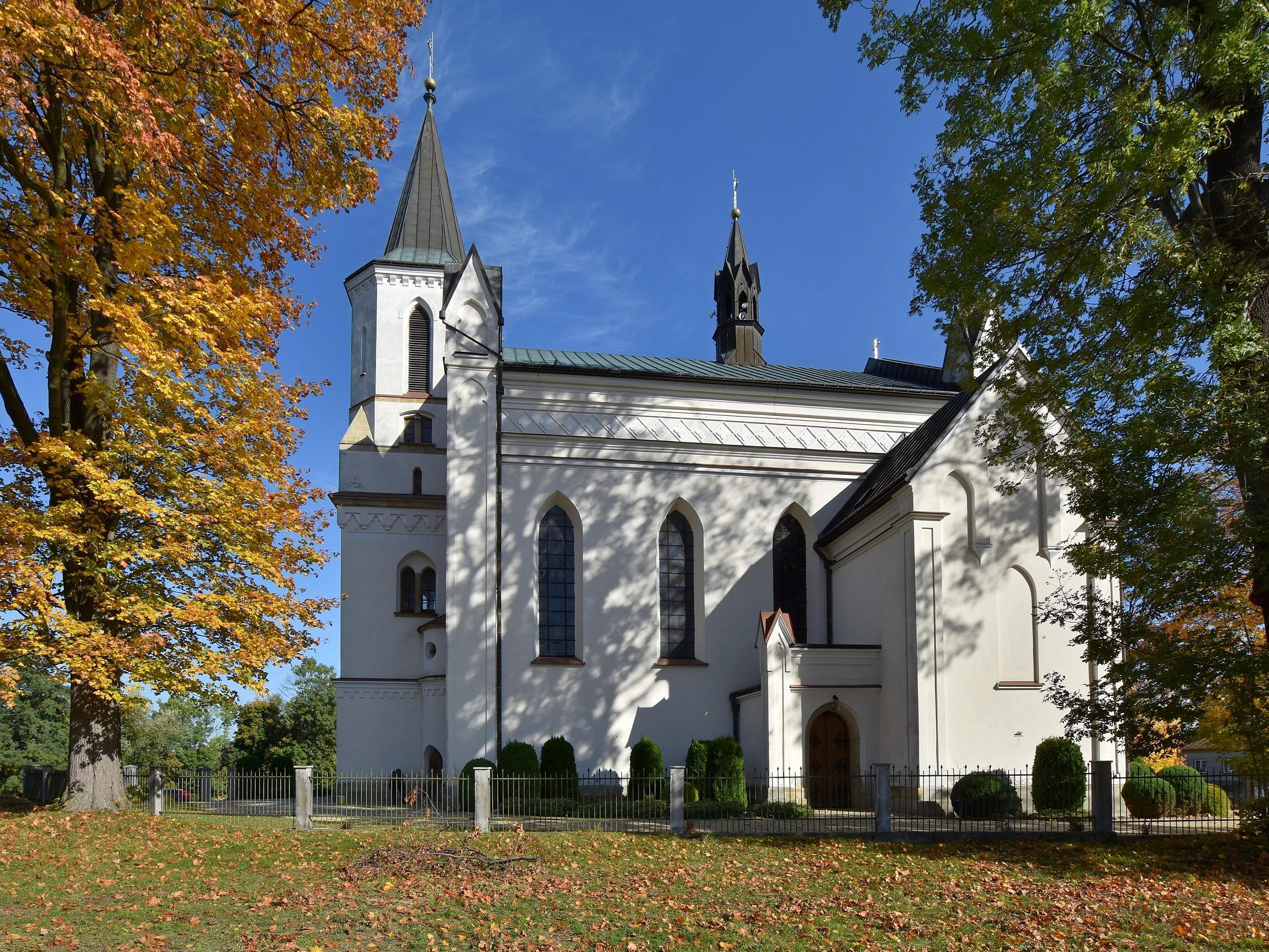
Kościół parafialny w Brzyskach
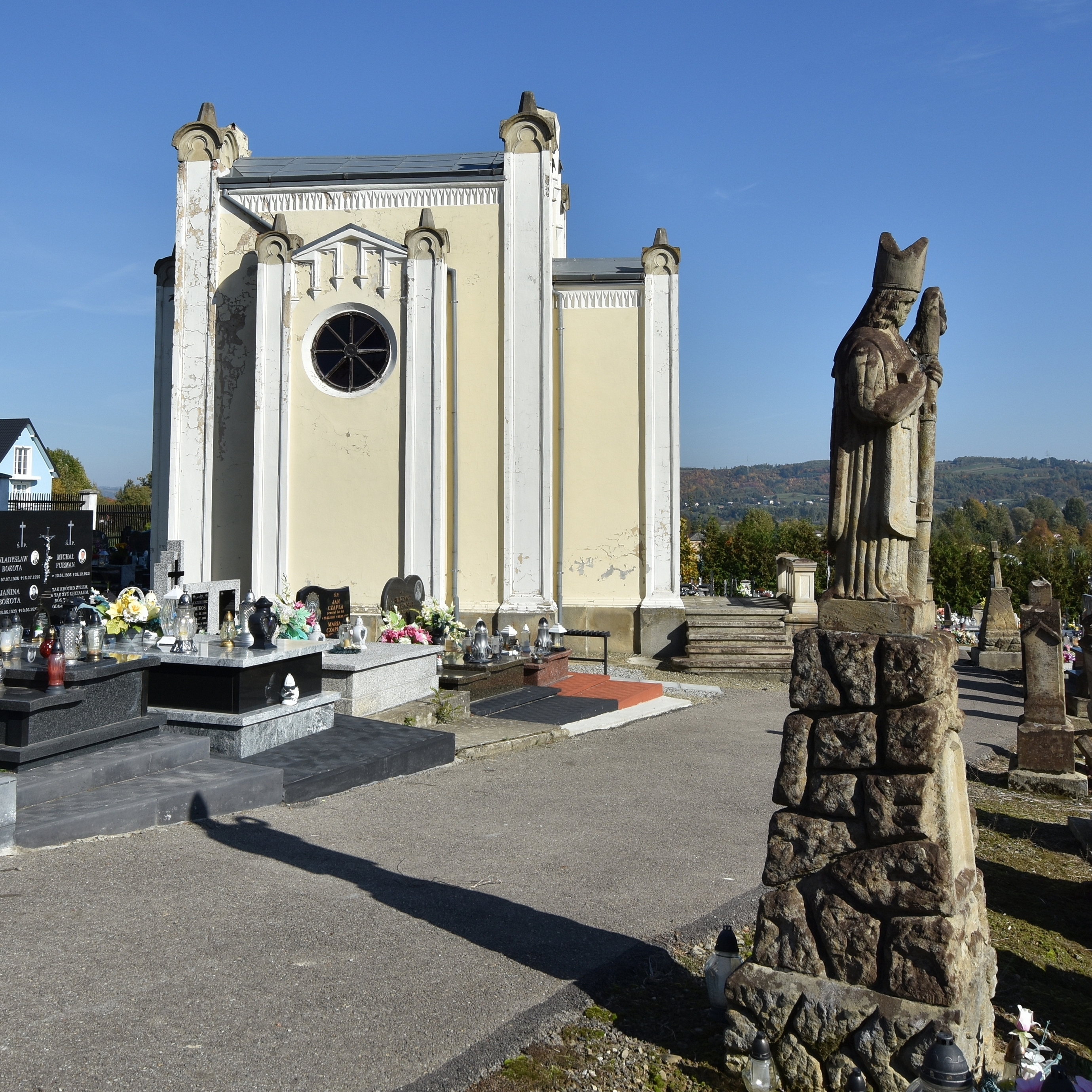
Kaplica grobowa rodziny Kotarskich
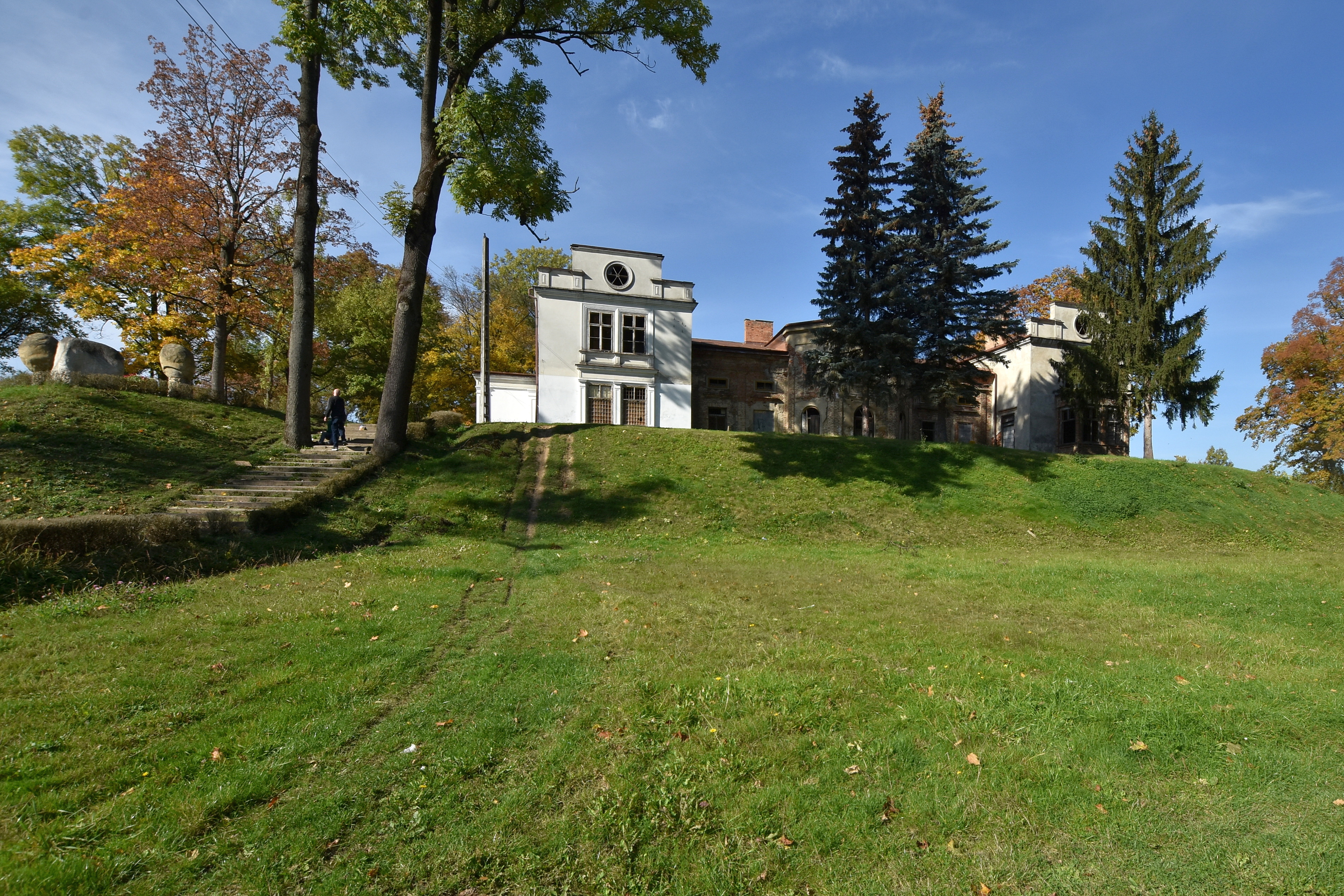
Pałac, elewacja frontowa